# ماتشالي
ماتشالي (بالإسبانية: Machalí)‏ هي بلدية ومدينة في تشيلي في مقاطعة كاتشبوال ، في إقليم أوهيغينز .

- تمتد ماتشالي على مساحة 2586 كيلومتر مربع (998 ميل مربع).